# Canal Pereira Barreto
Le canal Pereira Barreto, situé près de la ville brésilienne de Pereira Barreto, dans l'État de São Paulo, est un canal navigable, de 9.600 mètres de long qui relie le lac du barrage de Três Irmãos, sur le rio Tietê, au rio São José dos Dourados, affluent de la rive gauche du rio Paraná, et donc au réservoir du barrage d'Ilha Solteira. Son utilité est double :
- D'une part il facilite les opérations de production d'électricité, optimisant les débits des deux centrales correspondant aux deux retenues.
- D'autre part il permet une liaison fluviale entre les secteurs amont et aval du Paraná, qui seraient isolés l'un de l'autre, du fait de l'absence d'écluse au niveau du lac du barrage d'Ilha Solteira. Il suffit en effet à un bateau remontant le Paraná (depuis le lac du barrage de Jupiá de se diriger vers le barrage de Três Irmãos, d'utiliser l'écluse qui y a été prévue, puis parvenu dans le lac de retenue du dit barrage, d'emprunter le canal, qui le mènera sur le lac du barrage d'Ilha Solteira, qu'il n'a pu franchir directement faute d'écluse.